# 공매처분
공매처분(公賣處分)은 세금(국세,지방세) 체납자의 재산을 관공서에서 강제집행하여 공매(公賣)에 부치고 그 체납액을 보충하는 행정처분을 말한다. 판례는 공매의 처분성을 인정하나 이에 앞서는 체납자에 행하는 공매통지에 대하여는 공매의 절차적 요건으로서 처분성을 부인한다.
공매는 한국자산관리공사(캠코)를 통해서 진행되는데, 경매와 달리 인터넷 입찰로 진행하고 있다. 별도의 공매포털시스템 온비드를 운영하고 있는데, 압류재산외에 국유재산, 수탁재산이나 국가나 지자체, 공공기관 등의 공공자산 등을 공개경쟁 입찰방식을 통해 진행하고 있다

## 법률
1. 국세 체납처분에 의한 공매:국세징수법 제66조(공매)
2. 지방세 체납처분에 의한 공매:지방세징수법 제71조(공매)

## 같이 보기
- 경매